# Abolens
Abolens is een dorpje in de Belgische provincie Luik en een deelgemeente van Hannuit. Op het grondgebied van Abolens ontspringen de Jeker en de Grande Bek.

## Geschiedenis
Het dorp wordt voor het eerst beschreven in het jaar 1250, toen nog geschreven als Abolenz, naar de Germaanse god Aboldus.
Het dorp is meerdere keren van zelfstandigheid veranderd. Tijdens de Franse Revolutie werd het dorp samengevoegd met Poucet. Nadat Abolens weer onafhankelijk werd, werd Abolens in 1822 opnieuw samengevoegd met het dorp Lens-Saint-Remy. In 1881 werd Abolens bij wet van 9 augustus 1881 weer onafhankelijk van Lens-Saint-Remy.
Sinds 1 januari 1971 (na de grootschalige fusies) is het dorp niet meer zelfstandig en opgegaan in de gemeente Hannuit.

## Bezienswaardigheden
- De Sint-Mauritiuskerk (Église Saint-Maurice) werd gebouwd in 1880. De kerk moest in 1969 worden gesloopt vanwege instortingsgevaar. Er werd vervolgens een moderne open klokkentoren in baksteen gebouwd waarin de klok van de oorspronkelijke kerk werd opgehangen. Een kerkgebouw is sindsdien in Abolens niet meer te vinden.
- Enkele vierkantshoeven.

## Natuur en landschap
Nabij Abolens ligt het brongebied van de Jeker. De hoogte aan de voormalige kerk bedraagt 136 meter.

## Demografische evolutie
Opm:1831 t/m 1970=volkstellingen

## Nabijgelegen kernen
Lens-Saint-Servais, Blehen, Poucet, Trognée, Geer
Deelgemeenten: Abolens · Avernas-le-Bauduin · Avin · Bertrée · Blehen · Cras-Avernas · Crehen · Grand-Hallet · Hannuit · Lens-Saint-Remy · Merdorp · Moxhe · Petit-Hallet · Poucet · Thisnes · Truielingen · Villers-le-Peuplier · Wansin

Belgische gemeenten · arrondissement Borgworm · provincie Luik · Wallonië